# Ширер, Норма
Эдит Норма Ширер (англ. Edith Norma Shearer, 10 августа 1902 — 12 июня 1983) — канадо-американская актриса, лауреат премии «Оскар» (1930, ноябрь).

## Биография

### Юные годы
Норма Ширер родилась в Монреале 10 августа 1902 года. У её отца, Эндрю Ширера, был успешный бизнес в строительном деле, в то время как её мать, Эдит Фишер, будучи красивой элегантной женщиной, не раз изменяла мужу и часто баловалась наркотиками. Мать хотела, чтобы дочь стала пианисткой, но Норма Ширер уже в девятилетнем возрасте твёрдо решила, что станет актрисой. Эдит очень сомневалась в возможности этого: ей казалось, что дочь недостаточно красива. Норма сама видела свои недостатки, — она была довольно полным подростком с широкими плечами, крепкими ногами и маленькими, немного косыми глазами, — но решила, несмотря ни на что, добиться своей цели, так как считала, что перед её обаянием никто не сможет устоять.
Первой трудностью для Ширер на пути к достижению её цели стало разорение компании отца в 1918 году и умственная болезнь старшей сестры. Её родителям пришлось продать дом в Монреале и переехать в бедняцкий пригород. Эдит Ширер не смогла смириться с такими условиями и, бросив мужа, вместе с дочерьми переехала в дешёвый пансионат. Спустя несколько месяцев Эдит, при поддержке брата, который верил, что у его племянницы Нормы талант, продала фортепиано дочери и на полученные деньги купила три билета на поезд до Нью-Йорка. У неё при этом при себе имелась рекомендация для Нормы, написанная одним из владельцев театральной труппы. С этой рекомендацией Норма могла пойти к Флорензу Зигфелду, ставившему в то время очередной сезон своего шоу.
В январе 1919 года все трое прибыли в Нью-Йорк. Они поселились в крохотной арендованной квартире с одной двухспальной кроватью без матраса и общей на весь этаж ванной в конце длинного и тёмного коридора. Норма с сестрой поочерёдно менялись, чтобы спать на кровати с матерью. Нормально спать в этой комнатке было невозможно, так как окна выходили прямо на железную дорогу и жильцам постоянно мешали проезжающие поезда.

### Начало карьеры
Мечта Эдит Ширер увидеть дочь в шоу Зигфелда не сбылась: Флоренз лишь посмеялся, увидев полненькую 17-летнюю Норму Ширер. Но девушка решила не отчаиваться и стала продумывать другие ходы для достижения цели. Вскоре она узнала, что компания Universal Pictures отбирает 8 красивых девушек для съёмок в своём новом фильме. Ширер, прихватив сестру, отправилась на кастинг, где обнаружила более 50 желающих впереди себя. Ассистент быстро отобрал первых семь девушек из начала очереди. Тогда Норма, чтобы не упускать шанс, громко покашляла и тем самым привлекла к себе его внимание. Она приглянулась ассистенту и была выбрана восьмой девушкой для съёмок. Так состоялся кинодебют Ширер.
Вскоре после этого последовали новые эпизодические роли Нормы Ширер в кино. Во время съёмок в «Водопаде жизни» в 1920 году она представилась режиссёру Д. У. Гриффиту, с надеждой, что он поможет развитию её карьеры. Но Гриффиту Ширер не приглянулась из-за слегка косых глаз, и он не стал с ней разговаривать, заявив, что она никогда не станет настоящей актрисой.
Чтобы как-то исправить этот недостаток, Ширер накопила денег и обратилась к доктору Уильяму Бейтсу, занимавшемуся коррекцией зрения. Он прописал ей серию упражнений для глаз, которые должны были помочь девушке.
Финансовое положение семьи Ширер оставляло желать лучшего, и она решила попытать счастья в модельном бизнесе. На её удивление, она оказалась принята в модельное агентство, и начавшаяся там карьера оказалась довольно успешной. Вскоре рекламные плакаты с изображением Нормы красовались на улицах Нью-Йорка.

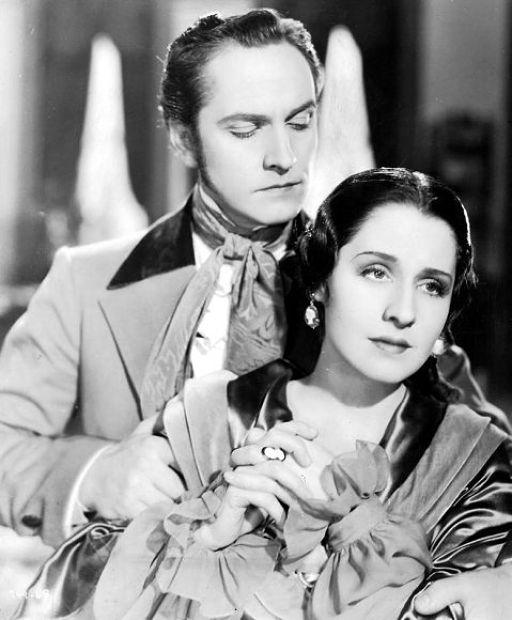
С Фредериком Марчем в фильме «Барретты с Уимпоул-стрит» (1934)

В 1921 году, спустя три года после прибытия в Нью-Йорк, Норма Ширер получила первую заметную роль в кино в фильме «Похитители». После этого её заметил голливудский продюсер Хал Роч, искавший новые таланты, и в 1923 году предложил ей контракт от лица Луиса Б. Майера, руководителя Mayer Company. Для Нормы это стало настоящим успехом после долгой череды трудностей.

### Карьера в Голливуде
Весной 1923 года Норма Ширер вместе с матерью отправилась в Лос-Анджелес в Mayer Company. Вскоре она познакомилась с вице-президентом MGM Ирвингом Талбергом. В последующие годы актриса стала появляться во многих успешных фильмах. К 1925 году у неё уже был контракт на $1,000 в неделю со студией «MGM», а спустя 5 лет она получала $5,000 в неделю. Детская мечта Нормы Ширер сбылась: она стала звездой. Вскоре она приобрела для себя и матери шикарный дом, прямо под знаком Голливуд.
Несмотря на такой успех, актрисе приходилось прикладывать немало усилий для того, чтобы оставаться одной из первых актрис Голливуда. Среди её соперниц были очень яркие актрисы, в том числе Грета Гарбо, чья карьера тогда только начиналась. Ширер стала всё чаще обращаться к Ирвингу Талбергу, и он с удовольствием подыскивал ей новые успешные роли. Их дружба со временем переросла в романтические отношения. Впервые как пара они появились вместе на премьере фильма Чарли Чаплина «Золотая лихорадка» в июле 1925 года. 29 сентября 1927 года состоялась их свадьба, перед которой Норма Ширер приняла иудаизм.
Через неделю после их свадьбы на американские экраны вышел первый звуковой фильм, — кончилась эра немого кино. Актрисе, которая до этого снималась лишь в немых фильмах, не составило труда перейти в звуковое кино, несмотря даже на её канадский акцент. Первым звуковым фильмом Ширер стал «Суд над Мэри Дуган», который вышел на экраны в 1929 году и имел большой успех у зрителей.

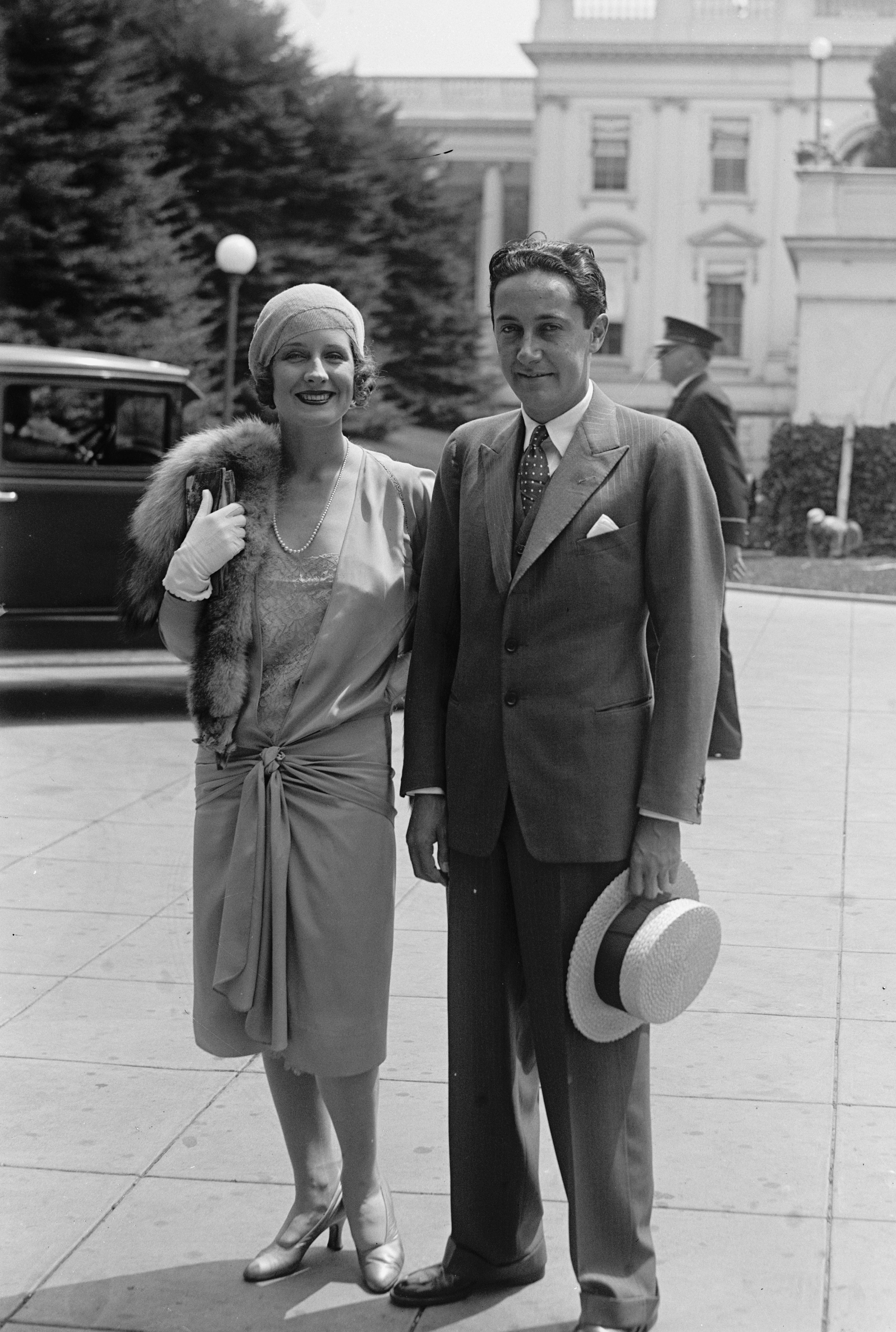
С мужем Ирвингом Тальбергом

В 1930 году Норма Ширер сыграла главную роль в фильме «Развод», ставшем одним их кинохитов того года. За роль Джерри Бернард Мартин Ширер удостоилась премии «Оскар» как лучшая актриса. Далее последовали не менее успешные картины, включая фильм «Вольная душа» (1931) и «Странный перерыв» (1932). Они принесли ей большой успех и вознесли над другими голливудскими звёздами (такими, как Джоан Кроуфорд и Грета Гарбо). Норма Ширер стала ведущей актрисой Голливуда и «королевой MGM». Она ещё трижды номинировалась на «Оскар» за роли в фильмах «Барретты с Уимпоул-стрит» (1934), «Ромео и Джульетта» (1936) и «Мария-Антуанетта» (1938).
14 сентября 1936 года от пневмонии в возрасте 37 лет умер её муж Ирвинг Тальберг. После его смерти Ширер не утратила своих позиций ведущей актрисы студии и приняла участие ещё в нескольких проектах.

### Завершение карьеры
В 1939 году Норму Ширер пригласили на пробы роли Скарлет О’Хары в фильме «Унесённые ветром». Но она не проявила ни малейшего интереса к этому фильму, заявив: «Я не хочу играть Скарлетт. Роль, которую я хотела бы сыграть — это роль Ретта Батлера!» Это был не единственный успешный фильм, от роли в котором Норма отказалась. Однако она снималась в малоизвестных фильмах, среди которых «Мы танцевали» (1942) и «Её картонный любовник» (1942). Эти фильмы провалились в прокате. В 1942 году Ширер официально заявила, что уходит с киностудии.
В том же году актриса вышла замуж за бывшего лыжного инструктора Мартина Эрроджа, который был младше её на 12 лет. Дальнейшую жизнь она тихо провела с мужем, но её последние годы были омрачены болезнью Альцгеймера, и, по слухам, она часто называла мужа Ирвингом. Норма Ширер умерла от пневмонии 12 июня 1983 года в возрасте 80 лет. Её похоронили в Глендейле в одном мавзолее с Ирвингом Тальбергом.
За свой вклад в кинематограф Норма Ширер удостоена звезды на Голливудской аллее славы на Голливуд-бульвар 6636.

## Избранная фильмография
| Год  |     | Русское название                    | Оригинальное название                | Роль                                |
| ---- | --- | ----------------------------------- | ------------------------------------ | ----------------------------------- |
| 1920 | ф   | Путь на Восток                      | Way Down East                        | танцовщица                          |
| 1922 | ф   | Бутлегеры                           | The Bootleggers                      | Хелен Барнс                         |
| 1924 | ф   | Тот, кто получает пощёчины          | He Who Gets Slapped                  | Консуэло                            |
| 1924 | ф   | Сноб                                | The Snob                             | Нэнси Клакстон                      |
| 1925 | ф   | Леди ночи                           | Lady of the Night                    | Молли Хелмер / Флоренс Бэннинг      |
| 1927 | ф   | Принц-студент в Старом Гейдельберге | The Student Prince in Old Heidelberg | Кэти                                |
| 1929 | ф   | Голливудское ревю 1929 года         | The Hollywood Revue of 1929          | в роли самой себя / Джулиет         |
| 1930 | ф   | Развод                              | The Divorcee                         | Джерри Мартин                       |
| 1931 | кор | Украденные драгоценности            | The Stolen Jools                     | владелица украденных драгоценностей |
| 1931 | ф   | Вольная душа                        | A Free Soul                          | Джейн Эш                            |
| 1931 | ф   | Нежная улыбка                       | Smilin' Through                      | Кэтлин                              |
| 1934 | ф   | Барретты с Уимпоул-стрит            | The Barretts of Wimpole Street       | Элизабет Барретт                    |
| 1936 | ф   | Ромео и Джульетта                   | Romeo and Juliet                     | Джульетта                           |
| 1938 | ф   | Мария-Антуанетта                    | Marie Antoinette                     | Мария-Антуанетта                    |
| 1939 | ф   | Восторг идиота                      | Idiot’s Delight                      | Айрин Феллара                       |
| 1939 | ф   | Женщины                             | The Women                            | Мэри Хайнс                          |

## Награды
- 1930, ноябрь — Премия «Оскар» за лучшую женскую роль («Развод»)